# Мінні Драйвер
Амелія Фіона «Мінні» Драйвер (англ. Amelia Fiona «Minnie» Driver; нар. 31 січня 1970, Мерілебон, Лондон, Англія, Велика Британія) — британо-американська акторка та співачка. Номінантка на премію «Оскар» за найкращу жіночу роль другого плану 1997 року («Розумник Вілл Гантінг»), а також багаторазова номінантка на премію «Еммі».

## Життєпис
Народилася 1970 року в родині відомого бізнесмена, мультимільйонера Ронні Драйвера, та його дружини Гейнор.
Закінчила школу «Бідейлс» та академію драматичного мистецтва Веббера Дугласа в Лондоні.

## Кар'єра

### Акторка
Перше визнання публіки Мінні здобула зігравши головну роль у фільмі « Коло друзів». За роль Скайлер у фільмі «Розумниця Вілл Гантінг» була номінована на «Оскар» як найкраща актрорка другого плану. У 2003—2004 роках у неї були комічні ролі на телебаченні, вона грала разом з колишнім учасником «Монті Пайтон» Джоном Клізом.
Драйвер пізніше мала незначний успіх на телебаченні, отримуючи номінації на «Еммі» за ролі в серіалі FX «Багаті» (2007-08), що недовго проіснував, і фільмі Lifetime «На початок» (2014).
У 2014—2015 роках актриса знімалася в ситкомі NBC, що недовго проіснував, « Мій хлопчик», а в 2016 році почала зніматися в ситкомі ABC «Безмовний».
Окрім іншого вона озвучувала мультиплікаційних персонажів, зокрема, у фільмах «Тарзан» студії Діснея та японському «Принцеса Мононоке».

### Музична кар'єра

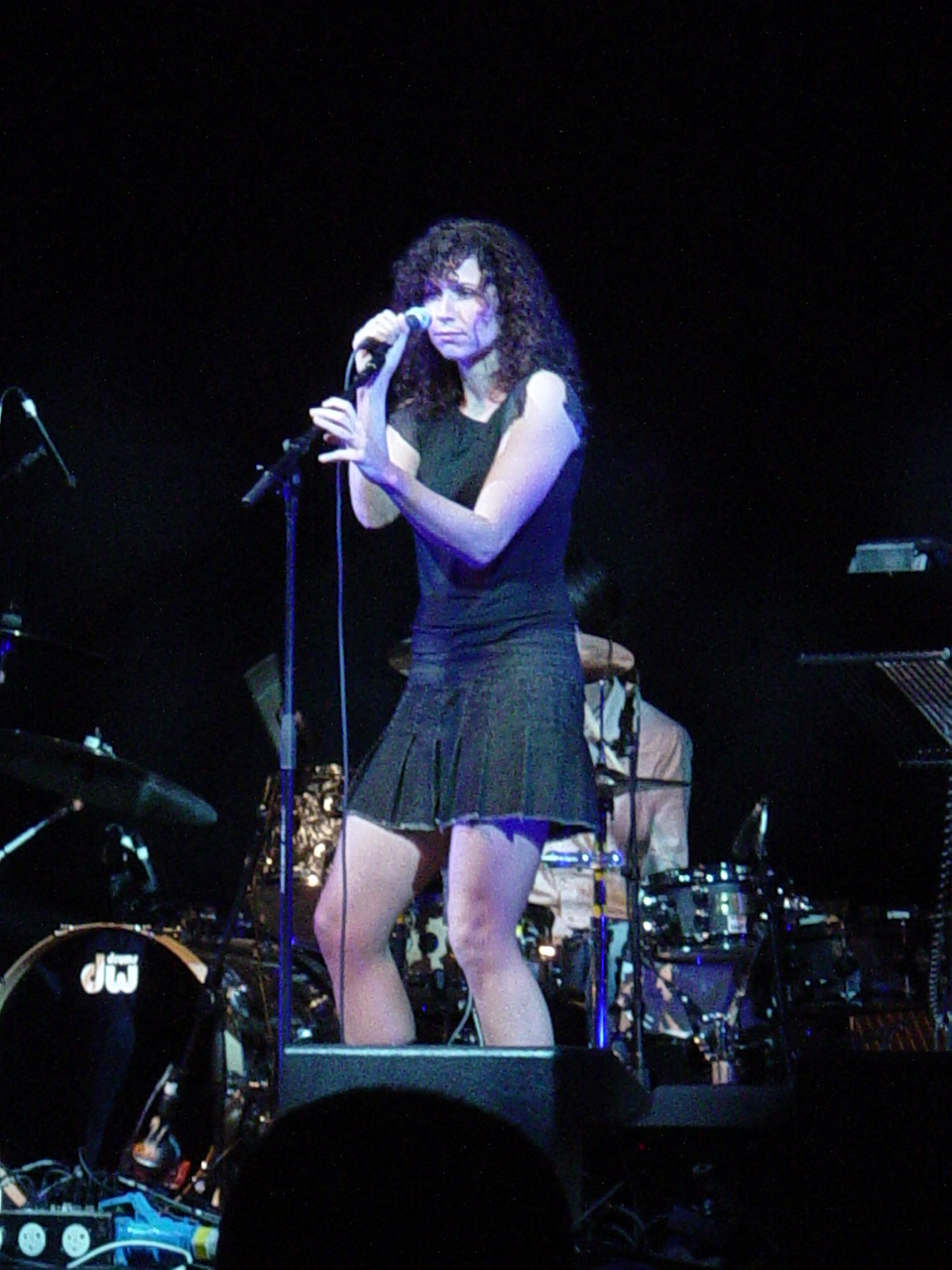
Мінні Драйвер

Ще до того, як Драйвер отримала визнання як акторка, вона брала участь у групі Puff, Rocks and Brown, яка отримала контракт з Island Records .
Повернулась до музичної кар'єри 2000 року, 2004-го підписала контракти з EMI та іншими лейблами. Випустила сингл Everything I've Got in My Pocket, що піднявся на 34-й рядок у Великій Британії, потім Invisible Girl (68-е місце). Альбом Everything I've Got in My Pocket досяг 44-го рядка в чарті, Драйвер написала десять із одинадцяти пісень альбому.

## Особисте життя
Драйвер була заручена з актором Джошем Броліном у 2001 році. 5 вересня 2008 року Драйвер народила сина, Генрі Сторі Драйвера, від нетривалих стосунків із продюсером Тімоті Дж. Ліа.
У 2017 році отримала американське громадянство .

## Фільмографія
| Рік       |    | Українська назва                              | Оригінальна назва                           | Роль                             |
| --------- | -- | --------------------------------------------- | ------------------------------------------- | -------------------------------- |
| 1990      | тф |                                               | God on the Rocks                            | Лідія                            |
| 1991      | с  | Будинок Еліота                                | The House of Eliott                         | Мері                             |
| 1991      | с  | Катастрофа                                    | Casualty                                    | Зена Мітчелл                     |
| 1992      | ф  |                                               | The Zebra Man                               | Емілі Ешдаун                     |
| 1992      | с  |                                               | Lovejoy                                     | Сара                             |
| 1993      | с  |                                               | Mr. Wroe's Virgins                          | Леа                              |
| 1993      | с  | Мегре                                         | Maigret                                     | Арлетт                           |
| 1993      | с  |                                               | Screen One                                  | Саллі                            |
| 1994      | с  |                                               | Peak Practice                               | Сью Кіл                          |
| 1994      | с  |                                               | Knowing Me, Knowing You with Alan Partridge | Даніелла Форест                  |
| 1994      | ф  | Цією неділею                                  | That Sunday                                 | Рейчел                           |
| 1995      | тф |                                               | Cruel Train                                 | Флора Масселл                    |
| 1995      | ф  | Коло друзів                                   | Circle of Friends                           | Бернадетт «Бенні» Хоган          |
| 1995      | с  |                                               | My Good Friend                              | Еллі                             |
| 1995      | с  |                                               | The Politician's Wife                       | Дженнифер Кейрд                  |
| 1995      | ф  | Золоте око                                    | GoldenEye                                   | Ірина                            |
| 1996      | ф  | Довга ніч                                     | Big Night                                   | Філіс                            |
| 1996      | с  |                                               | Murder Most Horrid                          | сержант Коул                     |
| 1996      | ф  | Ті, що сплять                                 | Sleepers                                    | Керол Мартінес                   |
| 1997      | ф  |                                               | Baggage                                     |                                  |
| 1997      | ф  | Вбивство у Гросс-Пойнті                       | Grosse Pointe Blank                         | Дебі Ньюберрі                    |
| 1997      | мф | Принцеса Мононоке                             | Mononoke-hime                               | Пані Ебосі                       |
| 1997      | ф  | Розумник Вілл Гантінґ                         | Good Will Hunting                           | Скайлер                          |
| 1998      | вг | Jurassic Park: Trespasser]                    | Jurassic Park: Trespasser                   | Енн                              |
| 1998      | ф  | Злива                                         | Hard Rain                                   | Карен                            |
| 1998      | ф  | Гувернантка                                   | The Governess                               | Розіна Де Сільва                 |
| 1998      | ф  | Маєток                                        | At Sachem Farm                              | Кендел                           |
| 1999      | ф  | Ідеальний чоловік                             | An Ideal Husband                            | Мейбл Чілтерн                    |
| 1999      | мф | Тарзан                                        | Tarzan                                      | Джейн Портер                     |
| 1999      | мф | Південний парк: Більший, довший і необрізаний | South Park: Bigger Longer & Uncut           | Брук Шілдс                       |
| 2000      | ф  | Повернись до мене                             | Return to Me                                | Грейсі                           |
| 2000      | с  | Цілком таємно                                 | The X Files                                 | відвідувачка кінотеатру          |
| 2000      | ф  | Красива                                       | Beautiful                                   | Мона Хайббард                    |
| 2000      | ф  | Повільне горіння                              | Slow Burn                                   | Трина Мактіг                     |
| 2000      | ф  |                                               | The Upgrade                                 | Констанс Левайн                  |
| 2001      | ф  |                                               | D.C. Smalls                                 | офіціантка                       |
| 2001      | ф  | Пограбування по-англійськи                    | High Heels and Low Lifes                    | Шеннон                           |
| 2003      | ф  | Одержимий                                     | Owning Mahowny                              | Белінда                          |
| 2003      | ф  | Пелюстки надії                                | Hope Springs                                | Віра Едвардс                     |
| 2003—2004 | с  | Вілл і Грейс                                  | Will & Grace                                | Лоррейн Фінстер                  |
| 2004      | ф  | Зачарована Елла                               | Ella Enchanted                              | Менді                            |
| 1994—2004 | с  |                                               | The Day Today                               | Лоллі Семпсон / Міла Міландровіц |
| 2004      | ф  |                                               | Portrait                                    | Донна                            |
| 2004      | ф  | Привид Опери                                  | The Phantom of the Opera                    | Карлотта                         |
| 2006      | ф  |                                               | The Virgin of Juarez                        | Каріна Дейнс                     |
| 2006      | ф  | Чокнутий                                      | Delirious                                   |                                  |
| 2007      | ф  | Хвильовий ефект                               | Ripple Effect                               | Кітті                            |
| 2007      | ф  | Перетин доріг                                 | Take                                        | Ана                              |
| 2007      | мс |                                               | Revisioned: Tomb Raider                     | Лара Крофт                       |
| 2007—2008 | с  | Багаті                                        | The Riches                                  | Далія Маллой / Черін Річ         |
| 2009      | ф  | Материнство                                   | Motherhood                                  | Шейла                            |
| 2010      | с  | Американська сімейка                          | Modern Family                               | Валері                           |
| 2010      | с  | Безодня                                       | The Deep                                    | Франсіс Келлі                    |
| 2010      | ф  | За версією Барні                              | Barney's Version                            | друга дружина Барні              |
| 2010      | ф  | Вирок                                         | Convinction                                 | Ебра Райс                        |
| 2011      | ф  |                                               | Hunky Dory                                  | Вів'єн                           |
| 2012      | ф  | Кози                                          | Goats                                       | Шаман                            |
| 2012      | с  | Вебтерапія                                    | Web Therapy                                 | Алегра Февро                     |
| 2013      | ф  | Даю рік                                       | I Give It a Year                            | Наомі                            |
| 2014      | ф  |                                               | Return to Zero                              | Меггі Роял                       |
| 2014      | ф  |                                               | Stage Fright                                | Kylie Swanson                    |
| 2014      | ф  |                                               | Beyond the Lights                           | Macy Jean                        |
| 2015      | ф  | Єдність                                       | Unity                                       | камео                            |
| 2015      | с  | Непридатні до побачень                        | Undateable                                  | товаришка Еллі                   |
| 2016—2019 | с  | Просто немає слів                             | Speechless                                  | Майя ДіМео                       |
| 2017      | ф  |                                               | The Crash                                   | Шеннон Кліфтон                   |
| 2017      | ф  | Весілля Вайлд                                 | The Wilde Wedding                           | Прісцілла Джонс                  |
| 2018      | ф  | Людина, що обертається                        | Spinning Man                                | Елен Берч                        |
| 2018—2019 | с  | SuperMansion                                  | SuperMansion                                | Деббі Девізо (голос)             |
| 2018—2022 | с  | Світ Юрського періоду: Крейдовий табір        | Jurassic World Camp Cretaceous              | Енні (камео); голос              |
| 2021      | ф  | Попелюшка                                     | Cinderella                                  | королева Бетріс                  |
| 2021      | с  | Сучасне кохання                               | Modern Love                                 | Стефані Керран                   |
| 2021—2022 | с  | Зіркова хвороба                               | Starstruck                                  | кат                              |
| 2022      | ф  | Розалін                                       | Rosaline                                    | медсестра                        |
| 2022      | с  | Відьмак: Кровне походження                    | The Witcher: Blood Origin                   | Сеанчай                          |
| 2024      | ф  | Бджоляр                                       | The Beekeeper                               | Джанет Гарвард, директор ЦРУ     |

## Дискографія

### Альбоми
- 2004 — Everything I've Got in My Pocket
- 2007 — Seastories